# 무스카트생쥐꼬리박쥐
무스카트생쥐꼬리박쥐(Rhinopoma muscatellum)는 생쥐꼬리박쥐과에 속하는 박쥐의 일종이다. 아프가니스탄과 이란, 오만에서 발견되며, 에티오피아에서도 서식하는 것으로 추정하고 있다. 날개 폭은 17~25cm이고, 몸길이는 6~8cm, 꼬리 길이는 몸길이와 거의 같다. 먹이는 비행하는 동안 날아다니는 곤충을 잡아 먹는다.